# خيانة (مسرحية)
خيانة (Betrayal) هي مسرحية كتبها هارولد بنتر عام 1978. تُعتبر من أهم الأعمال الدرامية للكاتب المسرحي الإنجليزي، وتتميز بحواره المقتصد الذي اشتهر به، ومشاعر الشخصيات الخفية ودوافعها المستترة، وتنافسهم الأناني للتفوق، وحفظ ماء الوجه، وعدم الأمانة، وخداع الذات.
استلهم بنتر المسرحية من علاقته الغرامية السرية خارج نطاق الزواج مع مقدمة برامج تلفزيون بي بي سي جوان باكيويل، والتي استمرت سبع سنوات، من 1962 إلى 1969. حبكة "الخيانة" تدمج أشكالًا مختلفة من الخيانة تتعلق بعلاقة غرامية لمدة سبع سنوات بين زوجين، إيما وروبرت، و"صديق روبرت المقرب" جيري، وهو متزوج أيضًا من امرأة تدعى جوديث. لمدة خمس سنوات، يستمر جيري وإيما في علاقتهما دون علم روبرت، حيث يخونان روبرت وجوديث معًا، إلى أن تعترف إيما لروبرت بخيانتها (دون إخبار جيري بذلك، مما يعد خيانة لجيري)، على الرغم من أنها تواصل علاقتها معه. في عام 1977، بعد أربع سنوات من كشف العلاقة (في 1973) وبعد عامين من انفصالهما اللاحق (في 1975)، تلتقي إيما بجيري لتخبره بأن زواجها من روبرت قد انتهى. ثم تكذب على جيري بإخباره أنها "الليلة الماضية" اضطرت للكشف عن الحقيقة لروبرت وأنه يعرف الآن بشأن العلاقة. لكن الحقيقة هي أن روبرت كان يعلم بالعلاقة طوال السنوات الأربع الماضية.
إن استخدام بنتر الخاص لـتسلسل زمني عكسي في بناء الحبكة مبتكر: المشهدان الأولان يقعان بعد انتهاء العلاقة، في عام 1977؛ والمشهد الأخير ينتهي عندما تبدأ العلاقة، في عام 1968؛ وبين عامي 1977 و1968، تتحرك المشاهد في عامين محوريين (1977 و1973) إلى الأمام زمنيًا. وكما يلاحظ روجر إيبرت، في مراجعته لـفيلم 1983، الذي استند إلى سيناريو بنتر الخاص، "بنية الخيانة تجرد كل التصنع. من هذا المنظور، تُظهر المسرحية، بقسوة، أن القدرة على الحب نفسها تعتمد أحيانًا على خيانة ليس فقط الأحباء الآخرين، بل حتى أنفسنا." ومع ذلك، بالاعتماد على التأثير الذي كثر الحديث عنه لرواية بروست البحث عن الزمن المفقود وعمل بنتر على سيناريو بروست عام 1977 على الخيانة، فإن تفسيرات أكثر تعقيدًا عاطفيًا ممكنة بناءً على التركيز على حركتين مزدوجتين، واحدة إلى الأمام في الزمن التقويمي نحو خيبة الأمل والأخرى إلى الوراء نحو استعادة الزمن الخلاصية، في كل عمل.

## المكان
لندن والبندقية، من 1968 إلى 1977 (بتسلسل زمني عكسي).

## ملخص
السنوات بين 1968 و1977 تحدث بترتيب عكسي؛ المشاهد داخل عامي 1977 و1973 تتحرك إلى الأمام.
1977
- المشهد الأول: حانة. 1977. الربيع.

تلتقي إيما وجيري للمرة الأولى منذ عامين. لمدة سبع سنوات، كانت بينهما علاقة غرامية وشقة سرية، ويقول جيري إنه لم يكن أحد يعلم بذلك. الآن إيما على علاقة مع كيسي، وهو كاتب وكيله الأدبي هو جيري وناشره هو روبرت، زوج إيما. تقول إيما إنها اكتشفت الليلة الماضية أن روبرت يخونها مع نساء أخريات لسنوات، وتعترف بأنها كشفت عن علاقتها بجيري.
- المشهد الثاني: منزل جيري. في وقت لاحق من نفس اليوم.

يلتقي جيري بروبرت للحديث عن العلاقة. يكشف روبرت أنه في الحقيقة علم بها قبل أربع سنوات. ومنذ ذلك الحين استمرت صداقتهما، وإن كان ذلك دون لعب الاسكواش.
1975
- المشهد الثالث: الشقة. 1975. الشتاء.

إنها نهاية علاقة جيري وإيما. نادرًا ما يلتقيان، وآمال إيما بأن تكون الشقة نوعًا مختلفًا من المنزل لم تتحقق. يتفقان على التخلي عنها.
1974
- المشهد الرابع: منزل روبرت وإيما. غرفة المعيشة. 1974. الخريف.

يزور جيري روبرت وإيما في المنزل. يكشف أن كيسي ترك زوجته ويعيش في مكان قريب. يخطط جيري وروبرت للعب الاسكواش، لكن جيري يكشف أنه سيزور نيويورك أولاً مع كيسي.
1973
- المشهد الخامس: غرفة فندق. 1973. الصيف.

روبرت وإيما في إجازة، ويعتزمان زيارة تورcello غدًا. تقرأ إيما كتابًا لسبينكس، وهو مؤلف آخر وكيله الأدبي جيري. يقول روبرت إنه رفض نشره لأنه ليس هناك الكثير ليقال عن الخيانة. اكتشف روبرت أن إيما تلقت رسالة خاصة من جيري. تعترف إيما بأنهما على علاقة غرامية.
- المشهد السادس: الشقة. 1973. الصيف.

عادت إيما من عطلة مع روبرت في البندقية. اشترت مفرش طاولة للشقة. يكشف جيري أنه على الرغم من العلاقة، فإنه يواصل تناول الغداء مع روبرت.
- المشهد السابع: مطعم. 1973. الصيف.

يسكر روبرت أثناء الغداء مع جيري. يقول إنه يكره الروايات الحديثة، وأنه ذهب إلى تورcello بمفرده وقرأ ييتس.
1971
- المشهد الثامن: الشقة. 1971. الصيف.

تريد إيما أن تعرف ما إذا كانت زوجة جيري تشك في علاقته، وتعلن أنها عندما كان جيري في أمريكا، حملت بطفل روبرت.
1968
- المشهد التاسع: منزل روبرت وإيما. غرفة النوم. 1968. الشتاء.

أثناء حفلة، يفاجئ جيري إيما في غرفة نومها ويعلن حبه لها. يخبر روبرت أنه أقدم أصدقائه وكذلك إشبينه.

## الطاقم والشخصيات
إيما - زوجة روبرت وعشيقة جيري.
جيري - وكيل أدبي ناجح في لندن في السبعينيات.
روبرت - زوج إيما وأقدم أصدقاء جيري.
نادل
في عام 1977، تبلغ إيما من العمر 38 عامًا، وجيري وروبرت 40 عامًا. (n. pag. [7]).
- إنتاجات بارزة

| الشخصيات | العرض الأول في وست إند | العرض الأول في برودواي | إحياء برودواي | إحياء برودواي | إحياء وست إند | إحياء برودواي |
| الشخصيات | 1978                   | 1980                   | 2000          | 2013          | 2019          | 2019          |
| -------- | ---------------------- | ---------------------- | ------------- | ------------- | ------------- | ------------- |
| إيما     | بينيلوب ويلتون         | بلايث دانر             | جولييت بينوش  | ريتشل وايز    | زازا أشتون    | زازا أشتون    |
| جيري     | مايكل غامبون           | راوول جوليا            | ليف شرايبر    | ريف سبال      | تشارلي كوكس   | تشارلي كوكس   |
| روبرت    | دانيال ماسي            | روي شايدر              | جون سلاتري    | دانيال كريغ   | توم هيدليستون | توم هيدليستون |
| نادل     | أرتورو موريس           | إرنستو جاسكو           | مارك لوتيتو   | ستيفن ديروزا  | إيدي أرنولد   | إيدي أرنولد   |

## الإنتاجات

### إنجلترا
عُرضت الخيانة لأول مرة من قبل المسرح الوطني في لندن في 15 نوفمبر 1978. ضم الطاقم الأصلي بينيلوب ويلتون في دور إيما، ومايكل غامبون في دور جيري، ودانيال ماسي في دور روبرت، وأرتورو موريس في دور النادل؛ وكان ويلتون وماسي متزوجين في ذلك الوقت. صمم الديكور جون بيري وأخرجها بيتر هال.
في عام 1991، عُرضت الخيانة في مسرح ألميدا من إخراج ديفيد ليفو مع بيل ناي في دور جيري، ومارتن شو في دور روبرت، وشيريل كامبل في دور إيما.
أُعيد إحياء المسرحية في مسرح ليتيلتون بالمسرح الوطني في نوفمبر 1998، من إخراج تريفور نان وبطولة دوغلاس هودج، وإيموجين ستوبس، وأنتوني كالف.
في عام 2003، أخرج بيتر هال إنتاجًا لمسرحية الخيانة في مسرح دوقة بطولة جيني دي، وأدين جيليت، وهوغو سبير.
في عام 2007، أخرج روجر ميشيل إحياءً لمسرحية الخيانة في مسرح دونمار ويرهاوس بطولة توبي ستيفنز في دور جيري، وصامويل ويست في دور روبرت، وديرفلا كيروان في دور إيما. أفادت التقارير أن بنتر تناول الغداء مع الممثلين، وحضر "قراءة" مبكرة وقدم بعض النصائح، التي شملت، وفقًا لستيفنز، تعليمات بتجاهل بعض وقفات بنتر الشهيرة (لوسون).
في عام 2011، تم إنتاج عرض جديد في وست إند في مسرح الكوميديا، من إخراج إيان ريكسون وبطولة كريستين سكوت توماس، ودوغلاس هينشال، وبن مايلز.
في عام 2019، أخرج جيمي لويد توم هيدليستون في دور روبرت، وزازا أشتون في دور إيما، وتشارلي كوكس في دور جيري في إحياء للمسرحية في مسرح هارولد بنتر.
أعيد إحياء الخيانة في مسرح كروسيبل، شفيلد - من 17 مايو 2012 إلى 9 يونيو 2012 - كذروة لموسم الذكرى الأربعين لمسرح كروسيبل في شيفيلد. قام ببطولتها جون سيم في دور جيري، وروث جيميل في دور إيما، وكولين تيرني في دور روبرت، وتوماس تينكر في دور النادل. عُرضت الخيانة في مهرجان برايتون فرينج في عام 2019 من قبل شركة Pretty Villain Productions في مسرح ريالتو، وحصلت على مراجعة "موصى بها بشدة"  ومراجعة 5 نجوم.

### الولايات المتحدة
أقيم العرض الأمريكي الأول في برودواي في 5 يناير 1980 في مسرح ترافالغار، واستمر لمدة 170 عرضًا حتى إغلاقه في 31 مايو 1980. أخرج العرض بيتر هال، وصممه جون بيري، وكانت مديرة المسرح مارنيل سمنر، ومدير المسرح إيان طومسون، والعلاقات الصحفية لسيمور كراويتز وباتريشيا ماكلين كراويتز. قام راوول جوليا ببطولة دور جيري، وبلايث دانر في دور إيما، وروي شايدر في دور روبرت، وإيان طومسون في دور النادل، وإرنستو جاسكو في دور النادل الثاني.
أقيم إحياء في برودواي عام 2000 في مسرح الخطوط الجوية الأمريكية مع جولييت بينوش، وليف شرايبر، وجون سلاتري.
أُعيد إحياء المسرحية في عام 2013 بإخراج مايك نيكولز، وبطولة دانيال كريغ في دور روبرت، وريتشل وايز في دور زوجته إيما (وكانا متزوجين في الواقع)، وريف سبال في دور جيري، وعُرضت من أكتوبر 2013 إلى يناير 2014 في مسرح إثيل باريمور، وحققت الرقم القياسي لأعلى إيرادات أسبوعية في برودواي في الأسبوع المنتهي في 19 ديسمبر 2013. وكان هذا أيضًا آخر إنتاج يخرجه نيكولز على الإطلاق.
انتقل إنتاج وست إند لعام 2019 الذي أخرجه جيمي لويد إلى برودواي، مرة أخرى بطولة توم هيدليستون، وزازا أشتون وتشارلي كوكس. عُرض في مسرح برنارد بي. جاكوبس، مع عروض تمهيدية بدأت في 14 أغسطس 2019، والافتتاح الرسمي في 5 سبتمبر 2019، وأغلق عرضه المحدود في 8 ديسمبر 2019.
من المقرر عرض إحياء للمسرحية في عام 2025 في مسرح غودمان في شيكاغو من 8 فبراير إلى 30 مارس 2025، بطولة هيلين هنت، وروبرت شون لينارد، وإيان بارفورد.

### دوليًا
في عام 1980، أخرج بيل ألكسندر المسرحية في مسرح كاميري، تل أبيب. المترجم: أفرام أوز؛ مع عوديد تيومي في دور جيري، وغيتا مونتي في دور إيما، وإيلان دار في دور روبرت. في عام 2004، قدم مسرح de R&D النسخة الكانتونية من الخيانة كأول إنتاج لهذه المجموعة المسرحية. ترجم النص إلى الصينية لوكريشيا هو، وأخرج هذا الإنتاج يانكوف وونغ، بطولة لوكريشيا هو في دور إيما، جوني تان في دور جيري، كارل لي في دور روبرت، وكينيث تشيونغ في دور النادل. تم إنتاج نسخة مسرح القراء من الخيانة من قبل مسرح هونغ كونغ ريبيرتوري وأخرجها يانكوف وونغ في 6 مارس 2010. في سبتمبر 2010، قدمت فرقة We Draman المسرحية على المسرح بنص مترجم من قبل كانسر تشونغ، بطولة الممثلة المسرحية الشهيرة أليس لاو في دور إيما. عُرضت في عام 2007 من قبل مركز كوالالمبور للفنون المسرحية (klpac)، وشارك في المسرحية برنيس تشولي (إيما)، فيرنون أدريان إيموانغ (روبرت)، وآري راتوس (جيري)، وأخرجها المخرج السينمائي جيمس لي.
في عام 2009، قدم الممثل والمخرج الإيطالي أندريا رينزي المسرحية إلى إيطاليا. قامت الممثلة الإيطالية الشهيرة نيكوليتا براشي بدور إيما. لعب توني لاوداديو شخصية روبرت. لعب إنريكو إيانيلو دور جيري. ولعب نيكولا ماركي دور النادل. كانت المسرحية ناجحة جدًا، وجالت في إيطاليا لأكثر من عامين. كان من المقرر أن تعود مرة أخرى في أوائل عام 2012 بنفس الطاقم. في عام 2013، أخرج سيرو زورزولي المسرحية في مسرح بيكاديرو. لعب الأدوار باولا كروم (إيما)، دانيال هيندلر (جيري)، دييغو فيلاسكيز (روبرت) وغابرييل أورباني (نادل). أخرج ديفيد بيرثولد إنتاجًا لمسرحية الخيانة، صممه بيتر إنجلاند، في شركة مسرح سيدني، من 10 مارس إلى 17 أبريل 1999؛ قام ببطولته بول غودارد، روبرت مينزيس، وأنجي ميليكن. في عام 2015، قدمت شركة مسرح ولاية جنوب أستراليا وشركة مسرح ملبورن إنتاجًا لمسرحية الخيانة من إخراج جوردي بروكمان وبطولة أليسون بيل. عُرضت الخيانة كإنتاج ثانٍ لشركة EJA Productions في عام 2015، من إخراج أليكسيس وونغ، مع أماندا أنغ في دور إيما، ودينيش كومار في دور روبرت، وشيا يويهوا في دور جيري.
في عام 2017، أنتجت شركة Allnighter Productions عرضًا للمسرحية وصفته بأنه "نسوي"، يسلط الضوء على قضية العنف المنزلي التي غالبًا ما تكون موضع نقاش في الزواج بين إيما وروبرت. قام ببطولة الإنتاج فينا لو (إيما)، برافين أريكيا (روبرت)، وشون لونغ (جيري)، وأخرجه أشرف ظاهري. أيضًا في عام 2017، قدم The Actors Studio Seni Teater Rakyat نسخًا متوازية ثنائية اللغة من المسرحية، بالتناوب بين الإنجليزية والباهاسا الماليزية لكل أداء، مع الحفاظ على جميع الجوانب الأخرى للإنتاج. قام ببطولة الإنتاج(ات) ستيفاني فان دريسن في دور إيما، وعمر علي في دور روبرت، ورازف هاشم في دور جيري، وأخرجها جو هاشم.
عُرضت المسرحية في عام 2011 في تياترو إسبانيول، مع ألبرتو سان خوان، وسيسيليا سولاغورين، وويل كين. قام بتكييفها بابلو ريمون وأخرجها إسرائيل إليخالدي، وكان من المقرر عرضها في مدريد في مسرح بافون تياترو كاميكازي من 12 مارس 2020 إلى 19 أبريل 2020. ترجمها هالوك بيلغينر إلى التركية ولأول مرة في تركيا في موسم 1990-1991، وعُرضت على Taksim Theatre [خطأ: تحقق من وسيط ورمز اللغة] كإنتاج لمسرح ستوديو من قبل أحمد ليفيندوغلو. عُرضت من قبل مسرح نيلوفر سانات خلال موسم 2007-2008. في موسم 2016-2017، بدأ عرضها بإدارة أحمد ليفيندوغلو مرة أخرى في مسارح مدينة بلدية إسطنبول الكبرى. لعب الأدوار شبنم كوستم (إيما)، غوكتشر غينتش (جيري)، بوراك داود أوغلو (روبرت) وديرينتش ديديوغلو (نادل).
في عام 2025، عُرضت نسخة باللغة الفرنسية من المسرحية، ترجمها أوليفييه كاديو، في باريس في مسرح ألوفر مع سوان أرلو، ماري كوفمان، ومارك أرنو.

## اقتباسات
اقتبس بنتر الخيانة كسيناريو لفيلم عام 1983 من إخراج ديفيد جونز، بطولة جيرمي أيرونز (جيري)، وبن كينغسلي (روبرت)، وباتريشيا هودج (إيما).

## الإلهام من السيرة الذاتية
استلهمت الخيانة من علاقة بنتر التي استمرت سبع سنوات مع مقدمة البرامج التلفزيونية جوان باكيويل، التي كانت متزوجة من المنتج والمخرج مايكل باكيويل، بينما كان بنتر متزوجًا من الممثلة فيفيان ميرشانت. كانت العلاقة معروفة في بعض الدوائر؛ عندما عُرضت الخيانة لأول مرة في عام 1978، علق لورد لونغفورد (والد أنتونيا فرازير)، الذي كان من بين الحضور، بأن شخصية إيما تبدو مستوحاة من جوان باكيويل؛ لكن العلاقة لم تصبح معروفة للعامة إلا بعد أن أكدها بنتر في سيرة مايكل بيلينغتون المعتمدة عام 1996، وأكدت كذلك في مذكرات جوان باكيويل اللاحقة The Centre of the Bed. قالت باكيويل إن المسرحية كانت واقعية للغاية.
كتب بنتر المسرحية بينما كان منخرطًا في علاقة أخرى طويلة الأمد، هذه المرة مع أنتونيا فرازير، والتي أصبحت زواجًا في عام 1980 بعد طلاقه من ميرشانت. ومع ذلك، أوضح بنتر لبيلينغتون أنه على الرغم من أنه كتب المسرحية بينما كان "منشغلاً" مع فرازير، إلا أن التفاصيل كانت مبنية على علاقته مع باكيويل.

## تلميحات ثقافية
حلقة "الخيانة" (1997)، الحلقة 8 من الموسم التاسع (الأخير) من المسلسل التلفزيوني إن بي سي ساينفلد (سوني بيكتشرز)، تشير صراحة إلى مسرحية وفيلم بنتر الخيانة، والتي يبدو أنها ألهمتها. بصرف النظر عن العنوان "الخيانة"، واسم شخصية "بنتر رناوات" التي تظهر لمرة واحدة في الحلقة، فإن الحلقة منظمة وتجري بترتيب زمني عكسي وتتميز أيضًا بمثلثات الحب كأحد مواضيعها المركزية. وفقًا لـ كينت يودر، كانت كل هذه التلميحات متعمدة.
في عام 2017، عُرضت مسرحية كتبتها باكيويل لأول مرة في عام 1978 كرد على الخيانة، بعنوان Keeping in Touch (البقاء على اتصال)، لأول مرة على راديو بي بي سي 4.

## الجوائز والترشيحات

### الإنتاج الأصلي في لندن
| السنة | الجائزة              | الفئة                      | المرشح       | النتيجة |
| ----- | -------------------- | -------------------------- | ------------ | ------- |
| 1979  | جائزة لورنس أوليفييه | مسرحية العام               | هارولد بنتر  | فوز     |
| 1979  | جائزة لورنس أوليفييه | ممثل العام في مسرحية جديدة | مايكل غامبون | رُشِّح     |

### الإنتاج الأصلي في برودواي
| السنة | الجائزة                             | الفئة                             | المرشح      | النتيجة |
| ----- | ----------------------------------- | --------------------------------- | ----------- | ------- |
| 1980  | جائزة توني                          | أفضل أداء لممثلة رئيسية في مسرحية | بلايث دانر  | رُشِّح     |
| 1980  | جائزة توني                          | أفضل إخراج لمسرحية                | بيتر هال    | رُشِّح     |
| 1980  | جائزة دراما ديسك                    | أفضل ممثلة في مسرحية              | بلايث دانر  | رُشِّح     |
| 1980  | جائزة دائرة نقاد الدراما في نيويورك | أفضل مسرحية أجنبية                | هارولد بنتر | فوز     |

### إحياء برودواي 2000
| السنة | الجائزة                     | الفئة                             | المرشح             | النتيجة |
| ----- | --------------------------- | --------------------------------- | ------------------ | ------- |
| 2001  | جائزة توني                  | أفضل إحياء لمسرحية                | أفضل إحياء لمسرحية | رُشِّح     |
| 2001  | جائزة توني                  | أفضل أداء لممثلة رئيسية في مسرحية | جولييت بينوش       | رُشِّح     |
| 2001  | جائزة دراما ديسك            | أفضل إحياء لمسرحية                | أفضل إحياء لمسرحية | رُشِّح     |
| 2001  | جائزة دراما ديسك            | أفضل ممثل في مسرحية               | ليف شرايبر         | رُشِّح     |
| 2001  | جائزة دائرة النقاد الخارجية | أفضل ممثلة في مسرحية              | جولييت بينوش       | رُشِّح     |
| 2001  | جائزة عالم المسرح           | جائزة عالم المسرح                 | جولييت بينوش       | فوز     |

### إحياء وست إند 2011
| السنة | الجائزة                       | الفئة      | المرشح             | النتيجة |
| ----- | ----------------------------- | ---------- | ------------------ | ------- |
| 2011  | جائزة إيفينينغ ستاندرد للمسرح | أفضل ممثلة | كريستين سكوت توماس | رُشِّح     |
| 2012  | جائزة لورنس أوليفييه          | أفضل ممثلة | كريستين سكوت توماس | رُشِّح     |

### إحياء وست إند 2019
| السنة | الجائزة                       | الفئة     | المرشح        | النتيجة |
| ----- | ----------------------------- | --------- | ------------- | ------- |
| 2019  | جائزة إيفينينغ ستاندرد للمسرح | أفضل ممثل | توم هيدليستون | رُشِّح     |
| 2019  | جائزة إيفينينغ ستاندرد للمسرح | أفضل مخرج | جيمي لويد     | رُشِّح     |
| 2020  | جائزة دائرة نقاد المسرح       | أفضل مخرج | جيمي لويد     | فوز     |

### إحياء برودواي 2019
| السنة | الجائزة                     | الفئة                                  | المرشح             | النتيجة |
| ----- | --------------------------- | -------------------------------------- | ------------------ | ------- |
| 2020  | جائزة توني                  | أفضل إحياء لمسرحية                     | أفضل إحياء لمسرحية | رُشِّح     |
| 2020  | جائزة توني                  | أفضل أداء لممثل في دور رئيسي في مسرحية | توم هيدليستون      | رُشِّح     |
| 2020  | جائزة توني                  | أفضل إخراج لمسرحية                     | جيمي لويد          | رُشِّح     |
| 2020  | جائزة توني                  | أفضل تصميم مناظر طبيعية لمسرحية        | سوترا جيلمور       | رُشِّح     |
| 2020  | جائزة رابطة الدراما         | أفضل إحياء لمسرحية                     | أفضل إحياء لمسرحية | رُشِّح     |
| 2020  | جائزة رابطة الدراما         | أداء متميز                             | توم هيدليستون      | رُشِّح     |
| 2020  | جائزة دائرة النقاد الخارجية | أفضل إحياء لمسرحية                     | أفضل إحياء لمسرحية | مُكرَّم    |
| 2020  | جائزة دائرة النقاد الخارجية | أفضل مخرج لمسرحية                      | جيمي لويد          | مُكرَّم    |
| 2020  | جائزة دائرة النقاد الخارجية | أفضل ممثل في مسرحية                    | توم هيدليستون      | مُكرَّم    |